# Ochthebius kosiensis
Ochthebius kosiensis är en skalbaggsart som beskrevs av Champion 1920. Ochthebius kosiensis ingår i släktet Ochthebius och familjen vattenbrynsbaggar. Inga underarter finns listade i Catalogue of Life.